# Hape Kerkeling
Hans-Peter "Hape" Kerkeling (født d. 9. december 1964) er en tysk komiker og skuespiller. Han er bedst kendt for sine parodier på sprog og dialekter, heriblandt dansk.
Han står bag et hav af fiktive figurer, hvor den mest kendte nok er Horst Schlämmer. Han har tre gange været vært på den tyske udgave af Melodi Grand Prix, og i 2010 annoncerede han Tysklands points ved Eurovision Song Contest 2010.